# Симонида Палеолог
Симон(ид)а Палеолог (около 1294 — после 1336) — византийская царевна, дочь императора Андроника II Палеолога и Ирины Монферратской. Четвертая жена сербского короля Стефана Милутина.
Симонида родилась в Константинополе. Потерпев в 1298 году поражение в войне, император Андроник II обещал брачный союз сербскому правителю Милутину. Вначале, Андроник II хоте́л женить свою сестру Евдокию, вдовствующую императрицу, но после того, как она отказала, вместо нее была предложена Симонида. Столичные церковники выступали против брака, но император настоял на своём.
В 1298 году Андроник отправил своего доверенного министра Феодора Метохита в Сербию вести переговоры. Со своей стороны, Милутин в нетерпении породниться с кесарем оформил развод со своей (третьей по счёту) женой Анной (дочь болгарского царя Георгия). Симониде было пять лет, а Милютину — почти в 10 раз больше. В рамках брачного альянса Византия и Сербия договорились провести границу по линии Охрид-Прилеп-Штип.
Симона отличалась набожностью и хотела принять постриг. После смерти матери Ирины в 1317 году. Симона присутствовала на похоронах в Константинополе и решила не возвращаться в Сербию. Когда за ней пришли люди Милютина, она вышла к ним в монашеском одеянии. Её сводный брат Константин Палеолог настоял на её возвращении у мужу (который грозил возобновить войну, если брак будет расторгнут). Когда Милютин заболел, она была всё время с ним, к удивлению остальных членов двора. Милутин умер 19 октября 1321 года, и уже 29 октября Симонида вернулась в Константинополь, где приняла постриг в монастыре святого Андрея.
Существу́ет очень мало информации о ее дальнейшей жизни. Известно, что она заказала похоронную песню для похорон отца. В последний раз Симонида упоминалась в исторических документах в 1336 году, когда она принимала участие в собрании гражданских и религиозных деятелей, которые преследовали заговорщиков против правительства. В ряде компиляций можно встретить утверждения, что она умерла вскоре после 1345 года.
В сербской традиции королева Симонида прославилась своей красотой. Стенописное изображение её в монастыре Грачаница (сохранившееся, впрочем, не полностью) считается одной из самых ценных фресок Сербии. Милан Ракич написал лирическое стихотворение о ней, а Милутин Бойич посвятил её судьбе психологическую драму «Краљева јесен» («Осень короля»). Сербский астроном Милорад Б. Протич обнаружил астероид и назвал его 1675 Симонида в ее честь.